# 1216 Askania
1216 Askania è un asteroide della fascia principale. Scoperto nel 1932, presenta un'orbita caratterizzata da un semiasse maggiore pari a 2,2324017 UA e da un'eccentricità di 0,1793440, inclinata di 7,60333° rispetto all'eclittica.
Il suo nome fa riferimento all'Askania Werke, un'azienda tedesca produttrice di strumenti ottici e di precisione.